# Rozas de Puerto Real

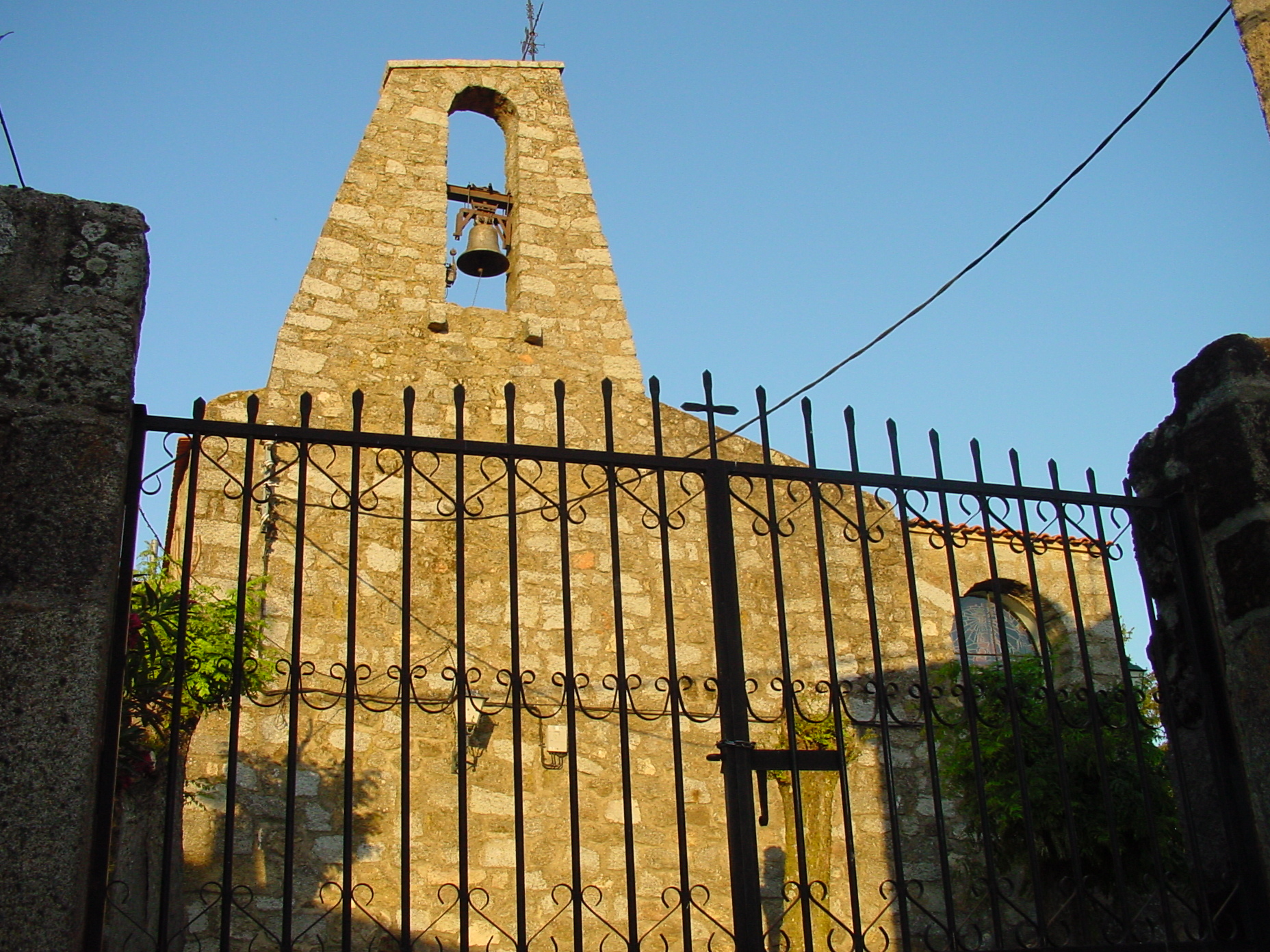
Vista del Campanar

Rozas de Puerto Real és un municipi de la Comunitat de Madrid. Limita al sud amb Cenicientos i Cadalso de los Vidrios i al nord amb la província d'Àvila.